# Kotajk tartomány
Kotajk (örményül:Կոտայք) Örményország középső részén fekvő tartomány (marz), székhelye Hrazdan. Északról Lori, északkeletről Tavus, keletről Gegarkunik, délről Ararat, délkeletről a főváros Jereván és Aragacotn határolja. Népszerű üdülőhelyek találhatóak a tartományban köztük Garni, Geghard valamint a téli sportközpont Caghkadzor.

## Települései
Kotajk tartományban 67 község (hamajnkner) található, melyből 7 város.

### Városok
- Hrazdan 52 900 fő
- Abovjan 46 000 fő
- Csarentszavan 17 752 fő
- Jeghvard 11 627 fő
- Nor Hacsn 10 300 fő
- Bjureghavan 7573 fő
- Caghkadzor 1800 fő

## Galéria

Kotajk
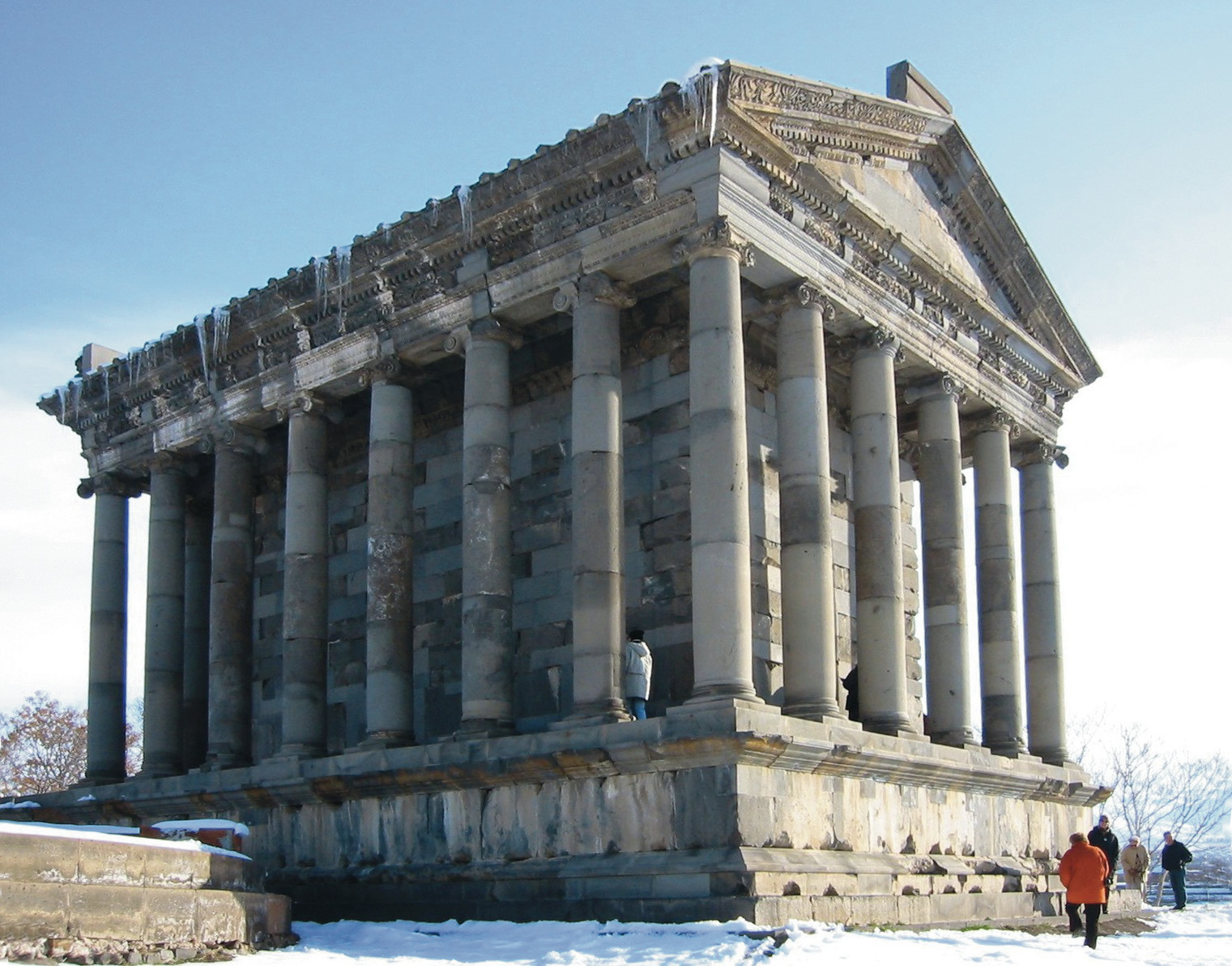
Garni temploma, 1. század
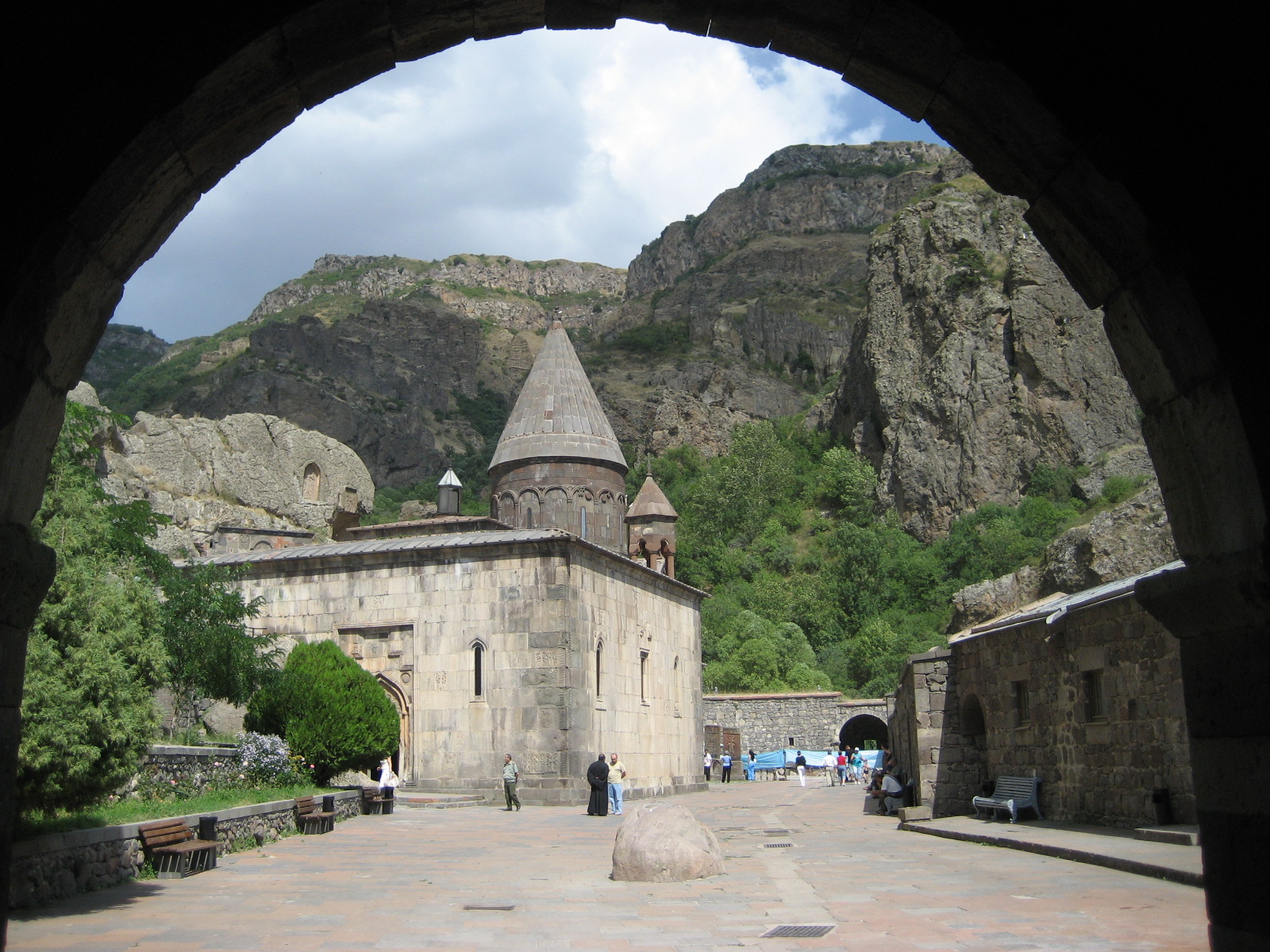
Geghard, 3. század, UNESCO Világörökség
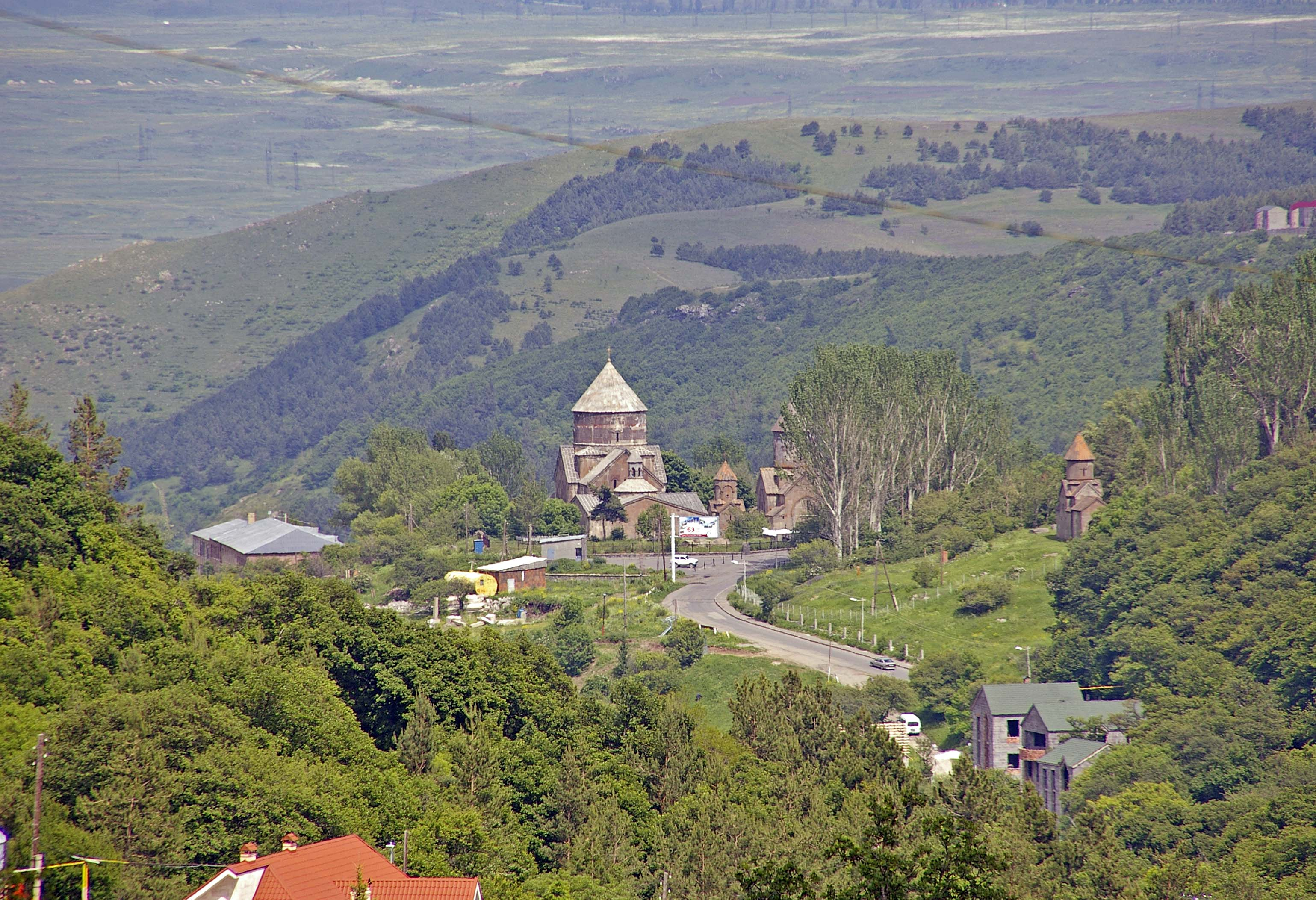
Kecharisi kolostor Caghkadzorban, 11. század
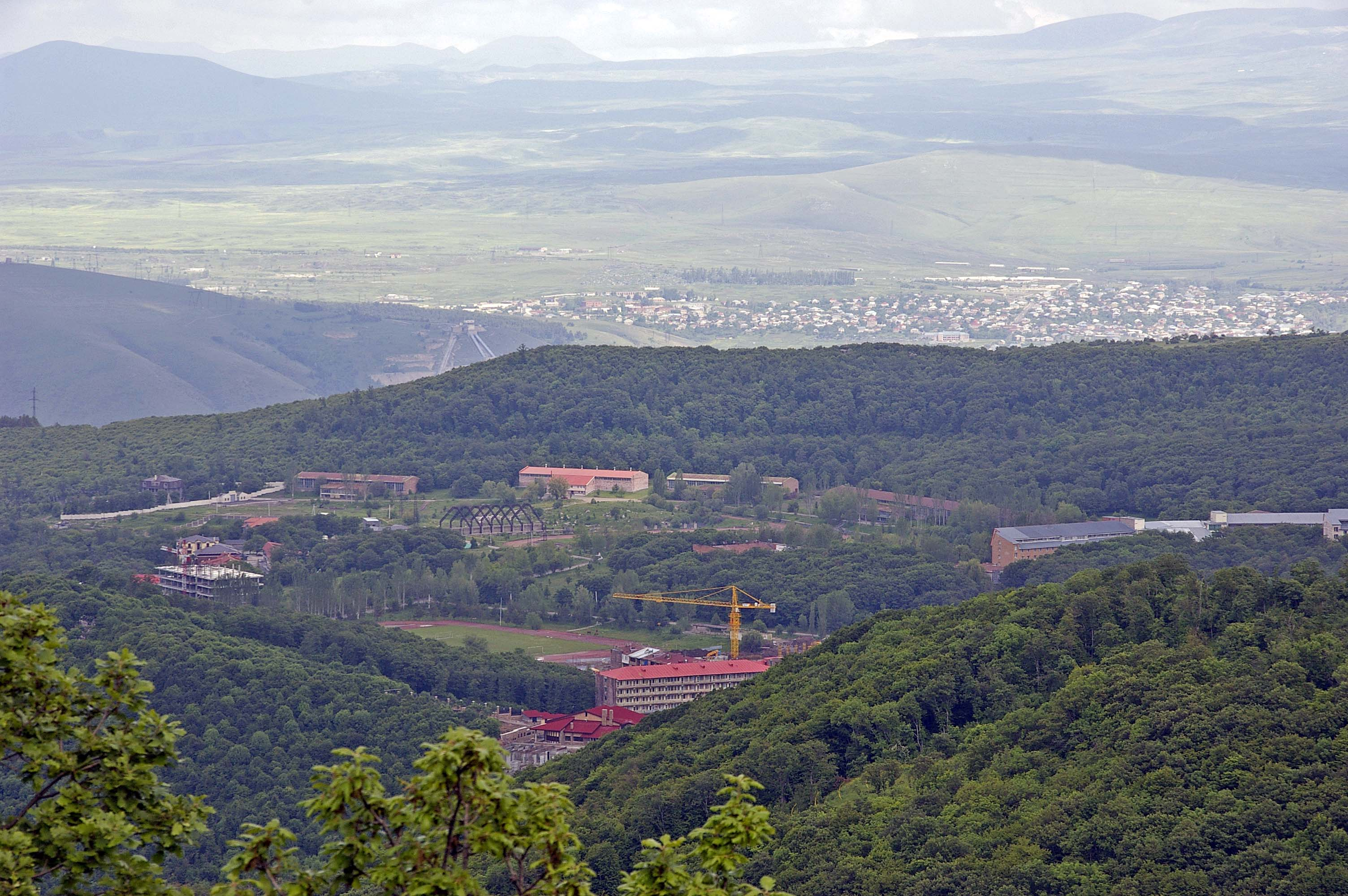
Caghkadzor üdülővárosa a libegőről
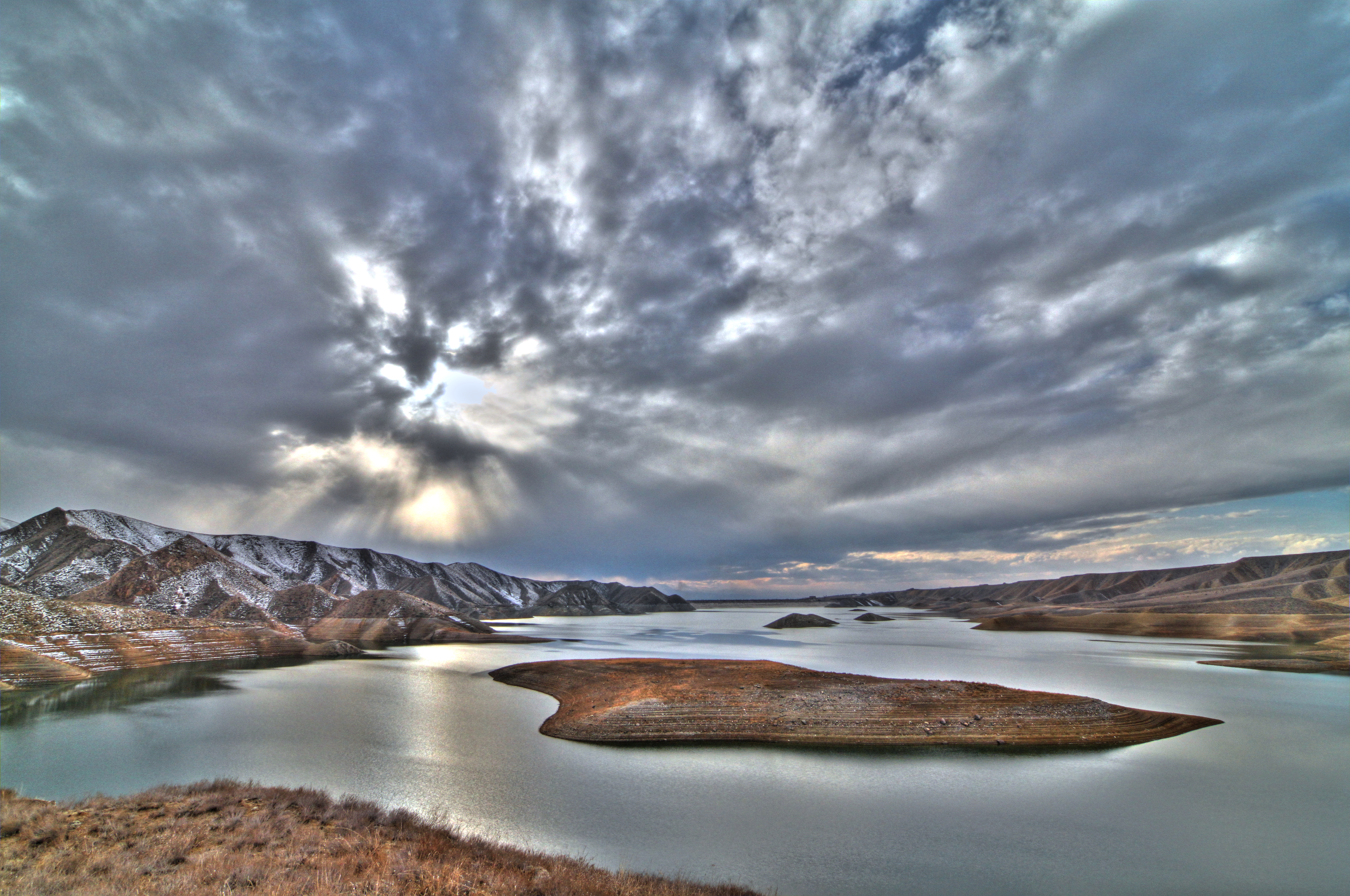
Az Azat víztározó az Azat folyó mentén